# Bogoljub Karić
Bogoljub Karić, en serbe cyrillique Богољуб Карић, né le 17 janvier 1954 à Peć, au Kosovo, est un homme d'affaires et un homme politique serbe. Il est le fondateur et le président du Mouvement Force de la Serbie. Il est également considéré comme l'homme le plus riche de Serbie.

## Biographie
Après des études primaires et secondaires effectuées à Peć, Bogoljub Karić poursuit des études de géographie à l'Université de Priština, puis obtient un master d'économie à l'Université de Niš. En 1971, à Peć, avec ses trois frères Streten, Dragomir et Zoran et sa sœur Olivera, il reprend les anciens ateliers métallurgiques qui appartenaient à sa famille et créa l'usine des « Frères Karić » (en serbe Braća Karić, souvent abrégé en BK), qui connait un développement rapide. En 1979, les Karić créent la Fondation Karić, avec pour but d'« aider les autres mais aussi de promouvoir notre culture et notre tradition nationale ». Dans les années 1980, le siège de BK est transféré à Belgrade et l'usine devient un véritable empire économique, bénéficiant notamment du soutien de Slobodan Milošević. Bogoljub Karić fonde et préside la première banque privée de Yougoslavie, les deux premières chaînes de télévision privées, le plus important fournisseur d'accès à Internet du pays et il introduit la téléphonie mobile en Serbie, avec la société Mobtel, créée en 1994. Il fonde également l'Université des frères Karić (Univerzitet Braća Karić), la première université privée de Yougoslavie.
En 2004, Bogoljub Karić crée le Mouvement Force de la Serbie et se présente à l'élection présidentielle. Il exprime l'idée que l'économie prime sur la politique et que, selon son slogan, il veut « mettre la Serbie au travail ». Il affirme par ailleurs : « Je relancerai tous les secteurs économiques du pays, je créerai des emplois, j’améliorerai les conditions de vie et j’élèverai la productivité à un niveau proche de celui des économies européennes. Je peux rendre la Serbie heureuse et faire d’elle un pays riche ». À la surprise générale, Karić arrive en troisième position, derrière Boris Tadić et Tomislav Nikolić, avec 602 342 voix, soit 19,3 % des suffrages.
En 2005, à la suite d'un scandale, le gouvernement de Vojislav Kostunica retire sa licence d'opérateur à Mobtel.
Aux élections législatives serbes de 2007, le Mouvement Force de la Serbie obtient 73 273 voix, soit 1,8 % des suffrages, ne lui permettant pas d'envoyer un député au Parlement de Serbie. À l'élection présidentielle serbe de 2008, Bogoljub Karić, placé sous mandat d'arrêt[réf. nécessaire], doit quitter le pays. Sa femme Milanka est désignée candidate par le Mouvement ; elle a obtenu 40 372 voix, soit 0,98 % des suffrages.